# Lettera di Manhapa-Tarhunta
La cosiddetta lettera di Manhapa-Tarhunta o Manaba-Tarhunta è una tavoletta in lingua luvia/ittita del XIII secolo a.C., giunta sino a noi in discreto stato di conservazione. La lettera fu scritta da Manhapa-Tarhunta, sovrano del regno arzawa chiamato "Terra del fiume Seha", tra il 1322 ed il 1280 a.C. circa, ad un re ittita del quale era vassallo. C'è generale accordo tra gli studiosi nell'identificare nel destinatario della missiva il re Muwatalli II , sul trono ittita dal 1295 al 1272 a.C.
La missiva viene datata a circa il 1285 a.C. ed è considerata importante in quanto fornisce una serie di informazioni, precisazioni e conferme sui rapporti tra i vari stati dell'area anatolica e sulle azioni dei vari personaggi di quest'epoca.

## Il testo
Manhapa-Tarhunta si rivolge a Muwatalli II per rassicurarlo sull'esito di un'azione armata condotta dalle truppe ittite del generale Kassu in area arzawa , mirata alla riconquista della città di Wilusa  (la Troia dei Greci), vassalla ittita e vittima di una occupazione (non è chiaro se armata o conseguente ad una sollevazione popolare cittadina) condotta da un tale Piyama-Radu , che sappiamo, da altri testi, essere emissario o alleato in zona anatolica dello stato miceneo di Ahhiyawa; l'intervento di Kassu era andato a buon fine, la città era stata liberata ed era ritornata sotto il controllo ittita.
In realtà il re Manhapa-Tarhunta non aveva partecipato all'azione di riconquista (come sarebbe stato suo dovere, dal momento che il suo regno confinava con quello di Wilusa) e si giustificava sostenendo di essere afflitto da una grave malattia. Come dimostrerebbe anche la successiva rimozione dal trono di Manhapa-Tarhunta da parte di Muwatalli a vantaggio del figlio Mashturi, secondo la generale opinione degli studiosi, si sarebbe trattato di un pretesto per evitare il coinvolgimento in uno scontro armato con Piyama-Radu che già precedentemente lo aveva detronizzato, con grande umiliazione pubblica. Dal testo si capisce che come prima operazione bellica il generale ittita Kassu avesse restaurato il potere ittita sulla Terra del fiume Seha, dove avrebbe stabilito la propria base per la riconquista di Wilusa.

### Altre figure
Nella lettera sono citati altri personaggi della storia ittita ed anatolica a noi noti.
- Atpa, genero di Piyama-Radu, compare nella successiva lettera di Tawagalawa come sovrano di Millawata/Mileto, città-roccaforte degli Ahhiyawa nell'area. Atpa viene indicato nella lettera di Manhapa-Tarhunta come colui che è stato collocato "sopra Manhapa-Tarhunta", come temporaneo re della Terra del fiume Seha. Se all'epoca fosse stato già sovrano di Millawata (il cui territorio era quasi confinante con Seha), questo episodio, insieme all'occupazione di Wilusa da parte di Piyama-Radu, indicherebbe un temporaneo ampio controllo dell'area di Arzawa da parte degli Ahhiyawa[11].
- Kupanta-Kurunta, re di Mira[12]: sebbene il passaggio del testo sia troppo frammentario per una comprensione completa, questi si sarebbe mosso come un fedele alleato ittita, agendo negli interessi di Hatti con una certa autorità nei confronti sia di Atpa, sia di Manhapa-Tarhunta. Specialmente dopo l'arrivo dell'esercito ittita, Kupanta-Kurunta avrebbe preso in mano la situazione contro i rivoltosi, ottenendo la restituzione dei prigionieri e dei vassalli sottratti all'impero.

## Interpretazioni
L'episodio narrato nella lettera di Manhapa-Tarhunta, e poi ripreso dalla successiva lettera di Tawagalawa, narra un fatto di relativa rilevanza, come una delle numerose rivolte o scaramucce di questo periodo nella regione. Tuttavia, il contingente che aveva occupato Wilusa sotto Piyama-Radu aveva quantomeno l'appoggio degli Ahhiyawa, se non era direttamente un loro corpo di spedizione. E il testo descrive una effettiva disputa armata, svoltasi attorno al 1280 a.C., nella quale erano stati coinvolti Wilusiani/Troiani da un lato ed Ahhiyawa/Achei dall'altro.
È pertanto in assoluto l'episodio storico più vicino per datazione, parti in causa ed esito alla narrazione omerica della Guerra di Troia; ed è possibile ipotizzare che possa essere stato il substrato di realtà alla base della creazione della leggenda.
Alcuni studiosi osservano come la lettera sia suddivisa in due parti: nella prima viene narrato l'attacco a Wilusa da parte del generale ittita Kassu e si parla della malattia di Manhapa-Tarhunta, mentre nella seconda si racconta delle umiliazioni subite dallo stesso Manhapa-Tarunta per mano di Piyama-Radu, di Atpa, genero di Piyama-Radu, e della richiesta di restituzione prigionieri avanzata dal re di Mira Kupanta-Kurunta: si ritiene pertanto anche possibile che si possa trattare di episodi slegati tra loro, e che l'occupazione di Wilusa potrebbe non dover dunque essere attribuita a Piyama-Radu.
La maggior parte degli studiosi, tuttavia, è orientata a considerare le due parti collegate tra loro e narranti un medesimo episodio. La figura di Kassu compare, infatti, sia nella prima parte che nella seconda. Inoltre, nella seconda parte, è riferita la destituzione di Manhapa-Tarhunta ad opera di Piyama-Radu e che quest'ultimo avrebbe inoltre attaccato l'isola di Lazpa/Lesbo, che si trova proprio di fronte alle coste di Wilusa . Infine, il trattato di Alaksandu, solo di pochi anni successivo (datato intorno al 1280 a.C.), racconta di una rivolta avvenuta a Wilusa, con la temporanea cacciata del sovrano filo-ittita, poi restaurato dal re Muwatalli II: il trattato potrebbe dunque narrare il seguito delle vicende esposte nella lettera di Manhapa-Tarhunta, con la restaurazione da parte di Muwatalli II del sovrano di Wilusa Alaksandu sul trono di Wilusa, dal quale sarebbe stato cacciato ad opera di Piyama-Radu.